# Ein Zwilling kommt selten allein (Fernsehserie)
Ein Zwilling kommt selten allein ist eine US-amerikanische Fernsehserie aus den Jahren 1998 und 1999.

## Handlung
Mary-Kate und Ashley leben zusammen mit ihrem alleinerziehenden Vater Kevin Burke. Ihre Mutter ist vor einiger Zeit gestorben. Kevin  ist Universitätsprofessor, und so hat die kleine Familie zumindest keine finanziellen Sorgen. Allerdings kann der Vater aufgrund seiner Berufstätigkeit nicht immer auf die Zwillinge aufpassen. Und so entschließt er sich ein Kindermädchen einzustellen.
Bei den neuen Studenten fällt Kevin die Studentin Carrie Moore gleich unangenehm auf. Ihre Pünktlichkeit ist nicht unbedingt vorbildhaft. Als sich Carrie um den Job als Kindermädchen bewirbt, ist Kevin dementsprechend nicht begeistert davon, sie einzustellen. Die Zwillinge mögen Carrie dagegen sofort. Und so sorgen diese dafür, dass Carrie schließlich auch als ihr Kindermädchen eingestellt wird.

## Besonderheiten
Mary-Kate Olsen und Ashley Olsen haben in dieser Serie ihre tatsächlichen Vornamen. Nur der Familienname ist Burke.
In der Serie wurden u. a. auch Anspielungen an bekannte Filme gemacht. beispielsweise wird in der Episode „Schwarzer Freitag“ auf Das Fenster zum Hof angespielt.